# Tor Graves
Tor Sriachavanon Graves (ur. 26 marca 1972 roku w Nakhon Pathom) – tajlandzki kierowca wyścigowy.

## Kariera
Graves rozpoczął karierę w międzynarodowych wyścigach samochodowych w 1995 roku od startów w Brytyjskiej Formule Renault. Z dorobkiem 27 punktów uplasował się na dziesiątej pozycji w końcowej klasyfikacji kierowców. W późniejszych latach Tajlandczyk pojawiał się także w stawce Brytyjskiej Formuły 3, Masters of Formula 3, Euro 3000, 3000 Pro Series, Le Mans Series, F3000 International Masters, Międzynarodowej Formuły Master, Sportscar Winter Series, 24-godzinnego wyścigu Le Mans oraz FIA World Endurance Championship.

## Wyniki w 24h Le Mans
| Rok  | Zespół    | Partnerzy                     | Samochód        | Klasa | Okr. | Poz. | Klasa Pos. |
| ---- | --------- | ----------------------------- | --------------- | ----- | ---- | ---- | ---------- |
| 2012 | ADR-Delta | John Martin Jan Charouz       | Oreca 03-Nissan | LMP2  | 346  | 13   | 6          |
| 2013 | Delta-ADR | Archie Hamilton Shinji Nakano | Oreca 03-Nissan | LMP2  | 101  | NU   | NU         |